# 피리 부는 열한 사나이
"피리 부는 열한 사나이"는 한국에서 제작된 이헌우 감독의 1983년 영화이다. 김지애 등이 주연으로 출연하였고 정도환 등이 제작에 참여하였다.

## 출연

### 주연
- 김지애
- 송정아
- 송금식
- 양균균

## 기타
- 조명: 장기종
- 녹음: 김성찬